# Sågmyra
Sågmyra är en tätort i Falu kommun.
Genom bygden rinner Wrebroströmmen eller Sågån mellan sjöarna Årbosjön och Gopen. Den har en fallhöjd på drygt 33 meter, vilket givit upphov till en mängd forsar och fall.

## Historik
En stenyxa har hittats på Näset vilket visar att det är en mycket gammal bygd. En tid var trakten fäbodar åt Leksand och Ål. Så småningom växte byarna Gopa, Wrebro och Sågen fram.
På Gustav Vasas tid fanns en järnhytta vid Wrebroströmmen som dock lades ned på drottning Kristinas tid. Sågmyrabygden ingick i Gopa Tunnelag, som tillhörde Leksands socken till 1792 efter det lades det delvis till Bjursås socken.

### Viktiga årtal
På 1820-talet började kopparmalm brytas i Sågens by. Sågmyra gruvbolag bildades och en hytta uppfördes. Det fanns planer på ett stort järnverk med sex härdar och fyra hamrar, vilka aldrig fullföljdes.
År 1851 startade Sågmyra Bruk ett nickelverk. Malm kördes dit från Kuså i Aspeboda och från Slättberg i Leksand.
På 1860-talet kom liesmederna Nordahl. De byggde Svanshammars liesmedja och Gopa lieverk.
Två tyska bankirer från Berlin köpte 1872 Sågmyra nickelbruk och som bostad uppförde de det så kallade Tyska slottet.
År 1891 byggdes en av Sveriges första elektriska kraftöverföringar från Wreboströmmen till Enmyra silvergruva efter konstruktioner av ingenjören Gustaf Darell.
År 1896 grundade Axel Ludvig Tidstrand Falu yllefabrik vid Solarfskvarnen och 1903 flyttade den till nuvarande plats.
År 1920 stod Sågmyra herrgård klar.

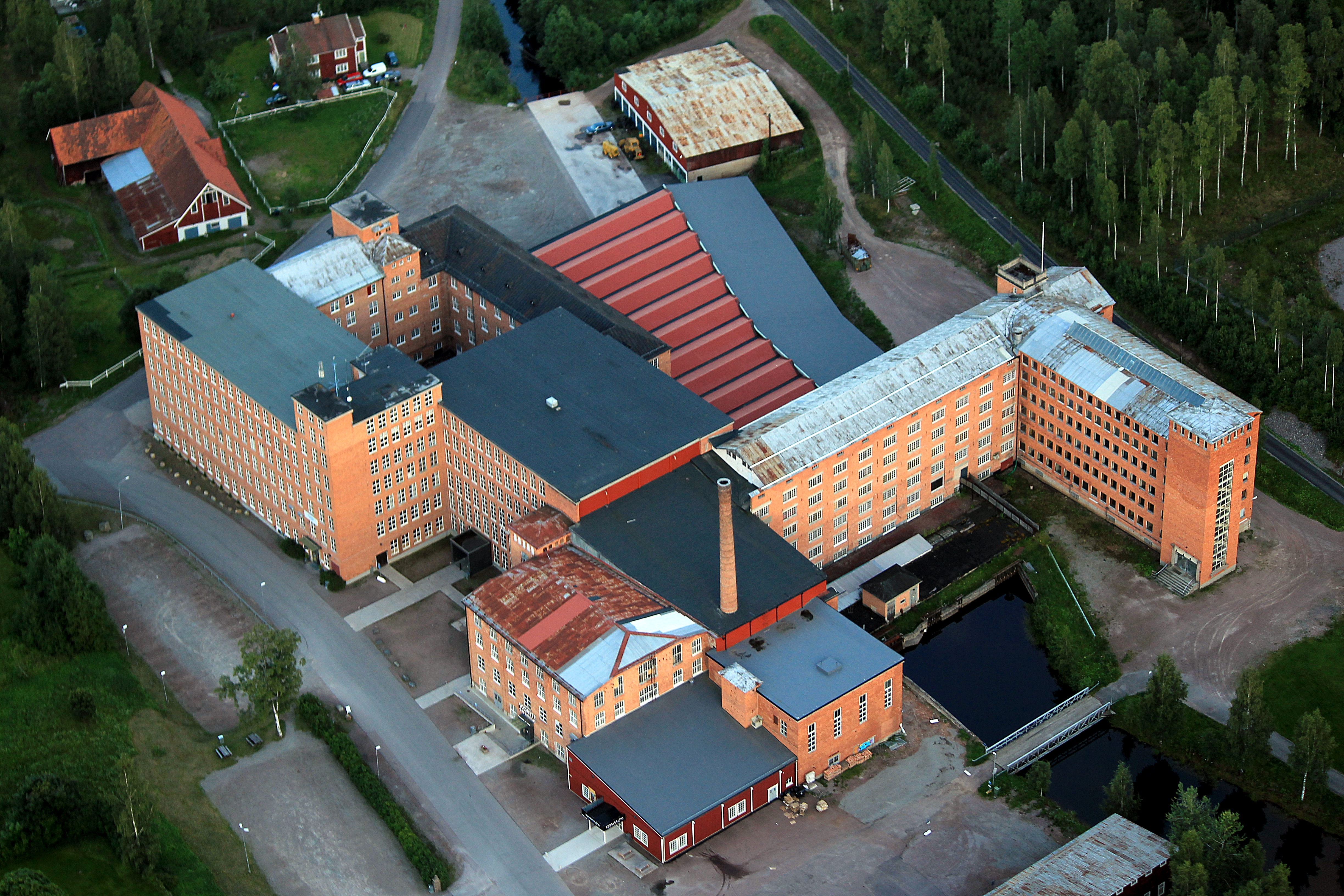
Tidstrands yllefabrik

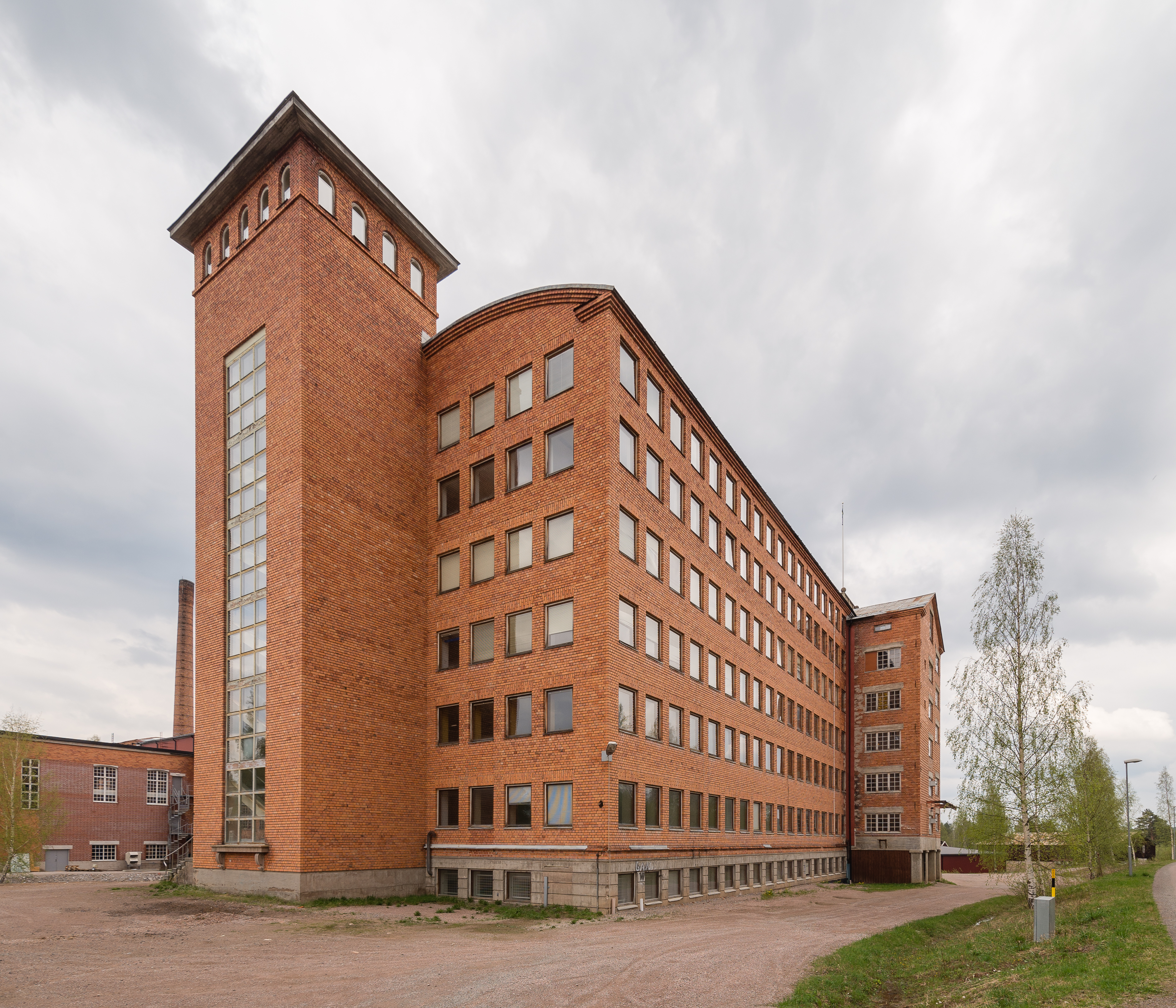
Fabrikens kontorsflygel från 1942.

År 1942 arbetade cirka 800 arbetare på Tidstrands Yllefabriker och producerade filtar, plädar, tyger, garner med mera.
År 1948 dog Axel Ludvig Tidstrand och sönerna Ragnar Tidstrand (1897–1977) och Sven Tidstrand (1899–1991) tog över.
År 1965 lades järnvägen ned.
Åren 1974–1980 hade Skandinaviska Jutefabriken tillverkning i en del av fabrikslokalerna.
År 1976 lades Tidstrands yllefabrik ned.
År 1980 etablerade sig Klädjätten och 1983 Fritidsmarknaden.
År 1986 flyttade Klädjätten till Insjön.
År 1989 etablerade sig Eliassons, 2006 Lager 157, 2008 skobutiken Scorett och 2010 Bubblerooms första outlet i yllefabriken
År 2016 stängde Scorett, Lager 157 och Lager Outlet, tidigare Bubbleroom.

### Befolkningsutveckling
| Befolkningsutvecklingen i Sågmyra 1950–2020 | Befolkningsutvecklingen i Sågmyra 1950–2020 | Befolkningsutvecklingen i Sågmyra 1950–2020 | Befolkningsutvecklingen i Sågmyra 1950–2020 | Befolkningsutvecklingen i Sågmyra 1950–2020 |
| ------------------------------------------- | ------------------------------------------- | ------------------------------------------- | ------------------------------------------- | ------------------------------------------- |
|                                             |                                             |                                             |                                             |                                             |
| År                                          |                                             |                                             | Folkmängd                                   | Areal (ha)                                  |
| 1950                                        | 1950                                        |                                             | 822                                         |                                             |
| 1960                                        | 1960                                        |                                             | 1 018                                       |                                             |
| 1965                                        | 1965                                        |                                             | 937                                         |                                             |
| 1970                                        | 1970                                        |                                             | 822                                         |                                             |
| 1975                                        | 1975                                        |                                             | 695                                         |                                             |
| 1980                                        | 1980                                        |                                             | 671                                         |                                             |
| 1990                                        | 1990                                        |                                             | 597                                         | 154                                         |
| 1995                                        | 1995                                        |                                             | 548                                         | 154                                         |
| 2000                                        | 2000                                        |                                             | 573                                         | 154                                         |
| 2005                                        | 2005                                        |                                             | 578                                         | 154                                         |
| 2010                                        | 2010                                        |                                             | 546                                         | 153                                         |
| 2015                                        | 2015                                        |                                             | 552                                         | 171                                         |
| 2020                                        | 2020                                        |                                             | 631                                         | 157                                         |
|                                             |                                             |                                             |                                             |                                             |

## Sevärdheter

### Sågmyra herrgård

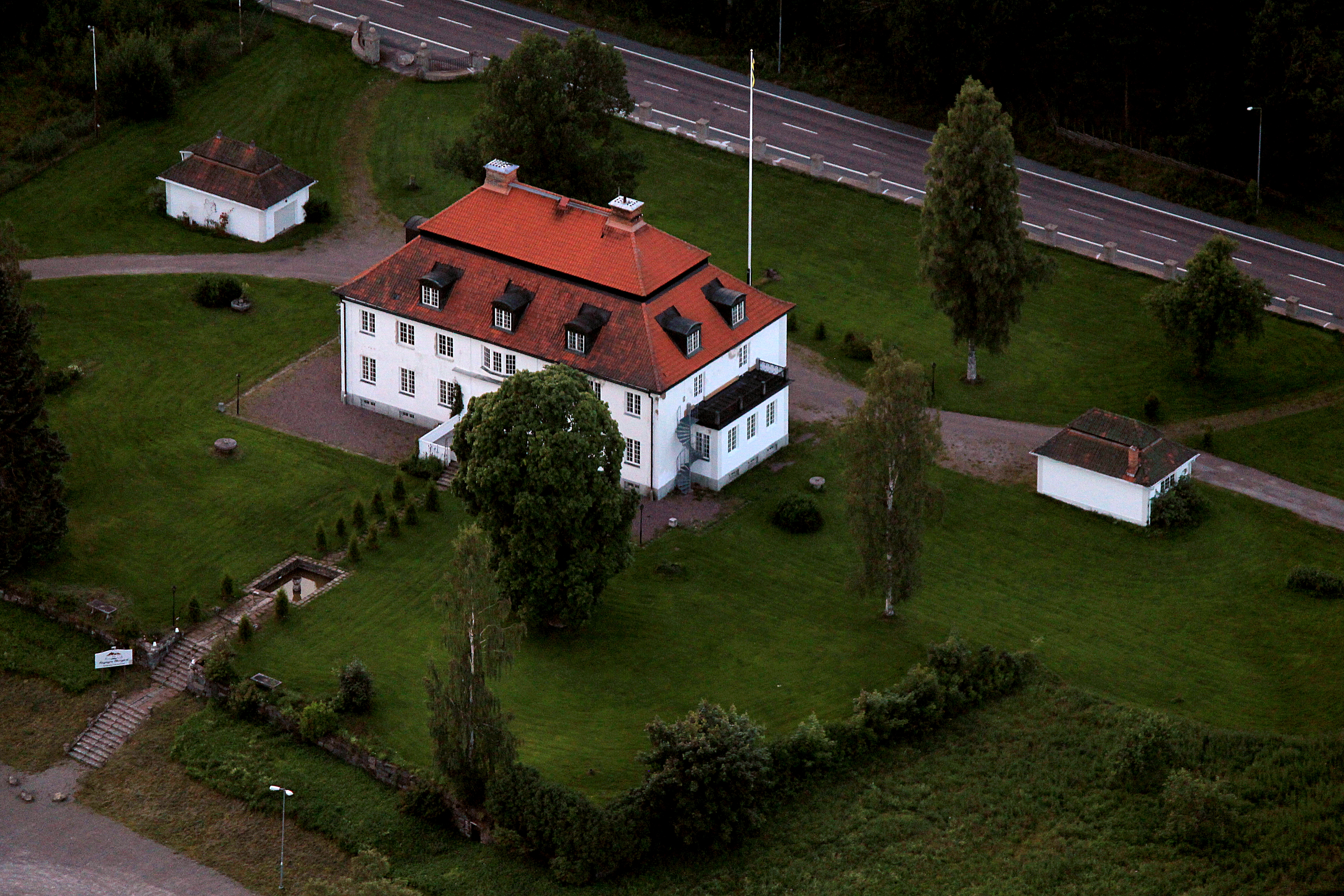
Sågmyra herrgård

Sågmyra Herrgård byggdes 1918–1920 som bostad till yllefabrikören Axel  Tidstrand enligt Gustaf Ankarcronas ritningar. År 1993 förstördes delar av herrgården vid en anlagd brand. Herrgården förvärvades efter branden av Sågmyra hembygdsförening för en symbolisk krona. År 1997 samt under 2007-2008 gjordes omfattande renoveringsjobb. Från 2008 till 2011 drevs restaurang- och konferensverksamhet i lokalerna. Sedan 2019 är herrgården privatbostad.

### Sågmyra Hembygdsmuseum
I Sågmyra Hembygdsmuséum kan du få veta mer om hur det var under Sågmyras blomstringsperiod då den stora yllefabriken var i drift med ca 1 000 anställda.
Museets öppettider är varje lördag och söndag mellan 13.00 och 16.00.

### Svensgården
Stugan är byggd 1820. Förmodligen har det stått boningshus här tidigare. Den 11 april 1996 donerade Djäken Axel Andersson sin fädernes gård till Sågmyrabygdens Vänner att använda till bygdens bästa. Inventering av samtliga föremål har utförts.

### Kvarnen
Den gamla kvarnen, skänkt till SHF av Hugo Frisk 1995. Kvarnen som byggdes redan 1887, vid Bengtsgårdarna i Sågmyra har räddats från förfall, i sista minuten räddades taket från att falla in.

### Kyrka
Sågmyra kyrka är en sevärd timmerbyggnad byggd 1970. I kyrkligt avseende så tillhör Sågmyra Bjursås församling.

## Näringsliv
Sedan 1989 är Axel Eliasson AB, som säljer allt från kort till konstgjorda granar och påskägg, etablerade i fabriken. Under senare delen av 2006 etablerade Lager 157 en 5000 m² stor klädbutik i fabriken för försäljning av märkeskläder till låga priser.   
År 2010 etablerade sig Garditude of Sweden högst upp i fabriken.

## Föreningsliv
I Sågmyra finns det ett antal föreningar:
- IOGT-NTO & UNF är stora.
- Sågmyra IF, en idrottsförening med många forna stjärnor, som numera bara bedriver fotbollsverksamhet, storheter som Nils Täpp ledde fram till SIF största seger, som Svensk Mästare på skidor (15 km) 1946.
- Sågmyra Skidklubb, plantskola för ortens idrottsmän/kvinnor, som bland annat håller i Jätteloppet.
- Sågmyra hembygdsförening, före detta Sågmyrabygdens vänner, en mycket aktiv hembygdsförening.
- WGST bredbandsförening, som förser bygden med radioburet bredband.
- Sågmyra PK, en pistolklubb ansluten till Svenska Pistolskytteförbundet och utövar de sporter som står i förbudets program, dock främst fält-, ban- och springskytte.
- Föreningen Gymfabriken Sågmyra driver ett gym för allmänheten.
- Sågmyrabarnens Förening (SBF), en förening för att bevara bygdens traditioner och ge våra barn och ungdomar en bra och trygg uppväxtmiljö. SBF arrangerar varje år ortens "Sista April-firande", Majstångsresning onsdagen före midsommarafton, Barnens Lördag med en vagnparad, byakamp och en massa kul i Folkets Park samt byns julgransplundring. Fungerar dessutom litet som en föräldraförening som bevakar skolfrågor, fritidsaktiviteter med mera.

## Vandringsleder
Det finns många vandringsleder i skogarna runt Sågmyra (längdangivelserna är ungefärliga):
Kyrkspåret 23 km, Morkarlsleden 3 km, Hällgårdarna-Holmtjärn 5 km, Holmtjärn-Hovtjärn 1 km, Svensleden 2 km, Vålberg-Hackmoraleden 5 km, Vidås-Årboheden 1,5 km, Kärleksstigen 1,5 km, Kyrkleden 23 km, Gopa-Holmtjärn 6 km, Holmtjärn-Grottan 2 km, Rällsjöleden 4 km, Varåsleden 4 km, Vålberg-Hacktjärn 1,5 km, Vidåsbergsleden 1,5 km.

## Kända personer från Sågmyra
- Gösta "Sågmyra" Bergkvist
- Calle Halfvarsson, längdskidåkare